# Gante-Wevelgem 1935
La Gante-Wevelgem 1935 fue la 2ª edición de la carrera ciclista Gante-Wevelgem y se disputó el 30 de junio de 1935 sobre una distancia de 120 km. Esta edición fue corrida íntegramente por corredores amauters. 
El belga Albert Depreitere ganó en la prueba al imponerse en solitario. Sus compatriotas Jérôme Dufromont y Karel Catrysse completaron el podio.  

## Clasificación final
| Posición | Ciclista          | Equipo | Tiempo    |
| -------- | ----------------- | ------ | --------- |
| 1        | Albert Depreitere | -      | 3h 28'00" |
| 2        | Jérôme Dufromont  | -      | a 45"     |
| 3        | Karel Catrysse    | -      | a 1'00"   |
| 4        | Urbain Desmet     | -      | a 1'25"   |
| 5        | Gérard Vlaemynck  | -      | a 2'05"   |
| 6        | Remi Verstichelen | -      | a 3'00"   |
| 7        | Lucien Storme     | -      | a 4'15"   |
| 8        | Albert Roose      | -      | m.t.      |
| 9        | Joseph Devos      | -      | a 6'15"   |
| 10       | Albert Rommelaere | -      | m.t.      |